# 异食琼脂菌属
异食琼脂菌属（学名：Aliagarivorans）是交替单胞菌科下的一属。此属的物种是革兰氏阴性、异养、兼性厌氧、嗜盐、氧化酶阴性、过氧化氢酶阳性且嗜温的杆状细菌。此属的模式种是海洋异食琼脂菌（Aliagarivorans marinus）。

## 词源
Aliagarivorans这个名字来源于拉丁语形容词和代词“alius”，意为其他、另一个、不同的，而新拉丁语名词Agarivorans是一个细菌属的名称。因此，新拉丁阳性名词Aliagarivorans，意为其他的Agarivorans。

## 下属物种
本属包括以下物种：
- 海洋异食琼脂菌 Aliagarivorans marinus Jean et al. 2009
- 台湾异食琼脂菌 Aliagarivorans taiwanensis Jean et al. 2009